# アルプ＝マリティーム県
アルプ＝マリティーム県（アルプ＝マリティームけん、Alpes-Maritimes）は、フランスのプロヴァンス＝アルプ＝コート・ダジュール地域圏の県である。東縁はイタリアとの国境を成す。名前は古代ローマの属州アルペス・マリティマエに由来する。

## 歴史
最初に県が誕生したのは1793年から1814年までであった。県は本質的にニース伯領から構成されていた。ニース伯領は、モナコ領（マントンやロクブリュヌ）と同様に、サルデーニャ王国からフランスへ分離・統合された。
1814年、ニース伯領はサルデーニャへ返還され、モナコは独立を回復した。1860年、サルデーニャ王国がニース伯領を放棄したことにより、アルプ＝マリティーム県が再び編成された。
1947年のパリ条約に従い、国民投票でフランス併合の賛成派が占めたため、1860年以来イタリア領であったタンドとラ・ブリク（そしてヴェジュビー谷上流部とティネ谷上流部のコミューン、およびイゾラの一部）はアルプ＝マリティーム県に併合された。

## 地理・気候

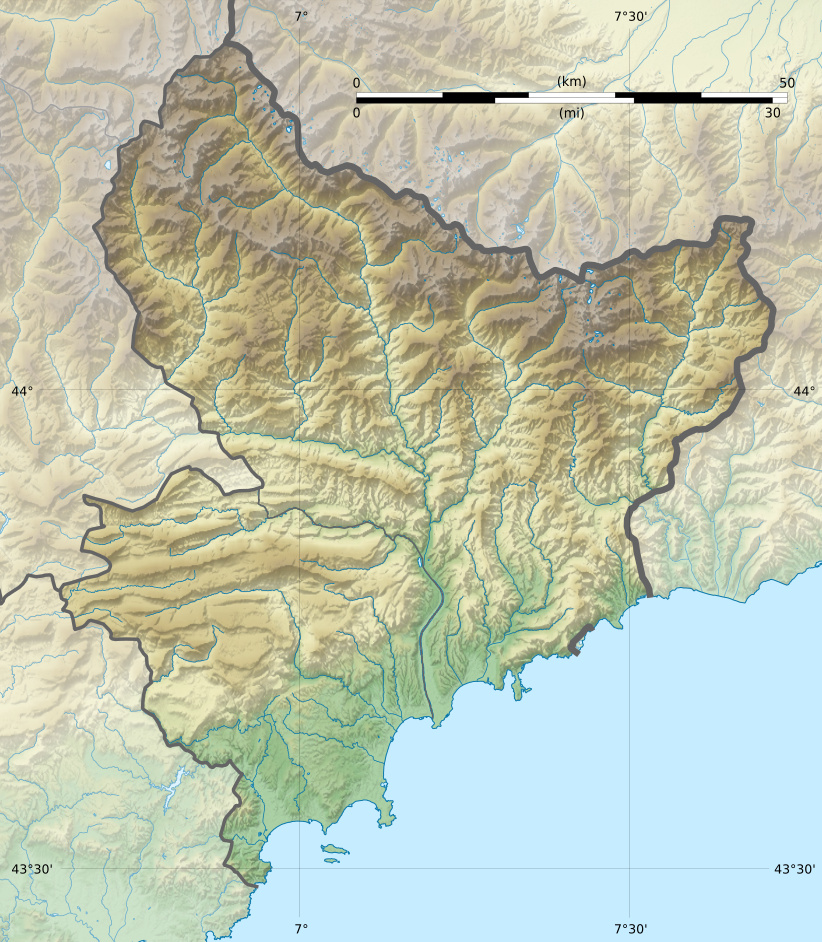
県の地図

ヴァール県、アルプ＝ド＝オート＝プロヴァンス県と接する。地中海に面した県南部は、有名なコート・ダジュール地域である。地中海側を除きモナコ公国を三方から囲む。国境を意識しなければ本県が内包する形となる。
県は海岸近くまで山がちである。アルプス山脈の南部分として、フランス語でアルプ・マリティーム (fr:Alpes maritimes) 、英語ではマリティーム・アルプス (en:Maritime Alps) と呼ばれる。県の標高最高地点は、対イタリア国境のシム・デュ・ジェラス山（fr）の3143mである。
海岸部は地中海性気候である（降水量は春秋に集中し、冬は温暖である）。北部は一部が山岳気候で、冬の訪れが早く、夏には豪雨が起きる。県の日照日数は長く、年間平均300日である。

## 統計

### 人口
県には163のコミューンがあるが、106のコミューンは人口が2000人以下である。
INSEEによれば、2011年に県で誕生した新生児のうち39.5%は、少なくとも両親のうちどちらかが外国籍である。そして新生児の15.4%は北アフリカ・マグレブ諸国出身の父親を持つ。
| 2009      | 2010      | 2011      |
| --------- | --------- | --------- |
| 1 079 100 | 1 078 729 | 1 081 244 |

### 郡
アルプ＝マリティーム県には、2つの郡が存在し、2郡の合計で、52の小郡、163のコミューンがある。
- グラース郡（郡庁所在地：グラース）

19の小郡、62のコミューンがある。郡の人口は、1990年には470,488人、1999年には504,632人で、7.26%減少している。
- ニース郡（県庁所在地：ニース）

33の小郡、101のコミューンがある。郡の人口は、1990年には501,341人、1999年には506,694人で、1.07%増加している。

### 主なコミューン
| 順位 | コミューン                            | 人口   |
| 1    | ニース                                | 343629 |
| 2    | アンティーブ                          | 75568  |
| 3    | カンヌ                                | 73603  |
| 4    | グラース                              | 51021  |
| 5    | カーニュ＝シュル＝メール              | 46686  |
| 6    | ル・カネ                              | 43115  |
| 7    | サン＝ローラン＝デュ＝ヴァール        | 29343  |
| 8    | マントン                              | 29073  |
| 9    | ヴァロリス                            | 26595  |
| 10   | マンドリュー＝ラ＝ナプール            | 22714  |
| 11   | ヴァンス                              | 19241  |
| 12   | ムージャン                            | 17884  |
| 13   | ヴィルヌーヴ＝ルベ                    | 14814  |
| 14   | ボーソレイユ (アルプ＝マリティーム県) | 13272  |
| 15   | ヴァルボンヌ                          | 12619  |
| 16   | ロクブリュヌ＝カップ＝マルタン        | 12641  |
| 17   | カロ                                  | 11497  |
| 18   | ムアン＝サルトゥー                    | 10214  |
| 19   | ラ・トリニテ                          | 10085  |

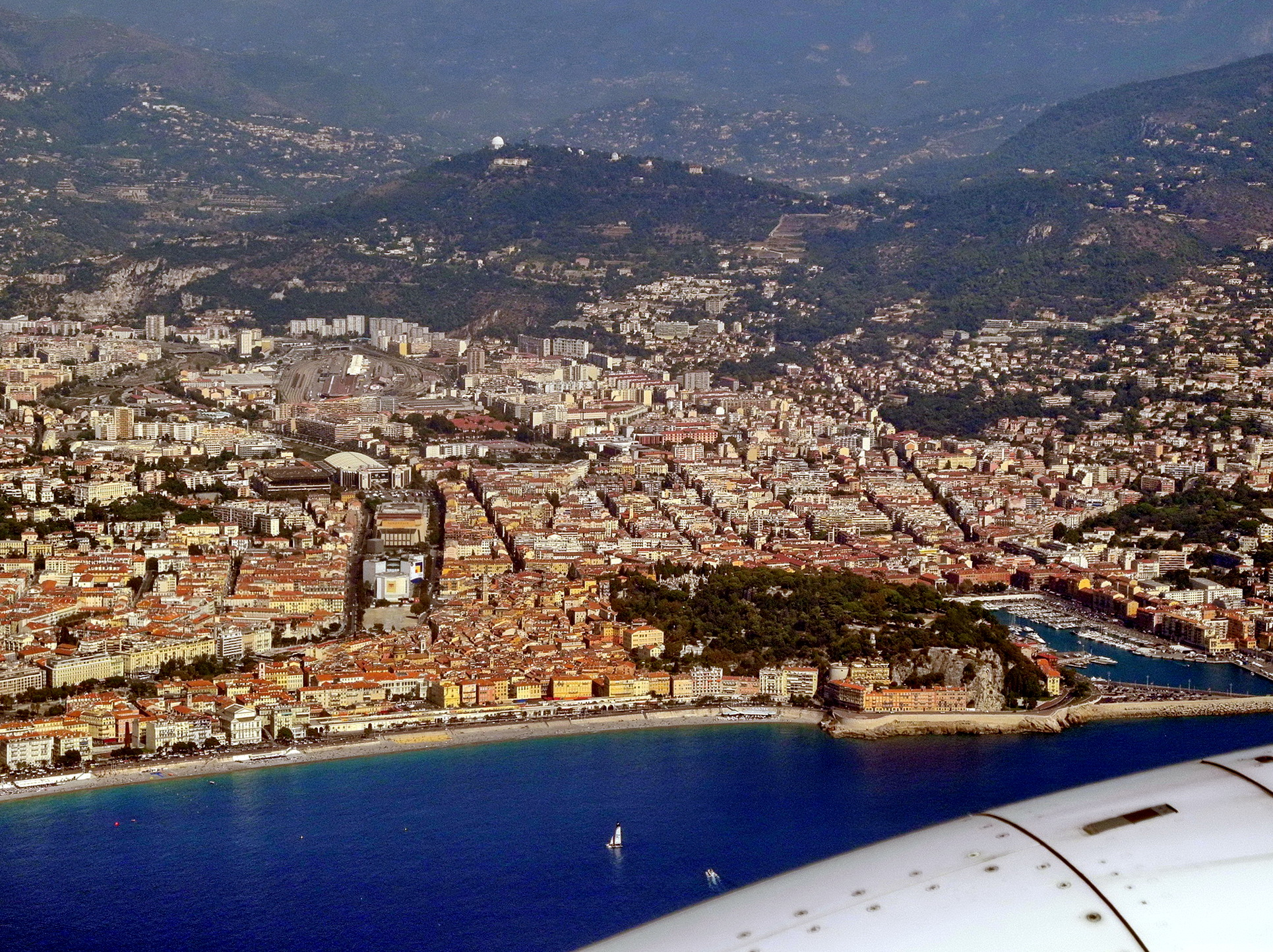
ニース
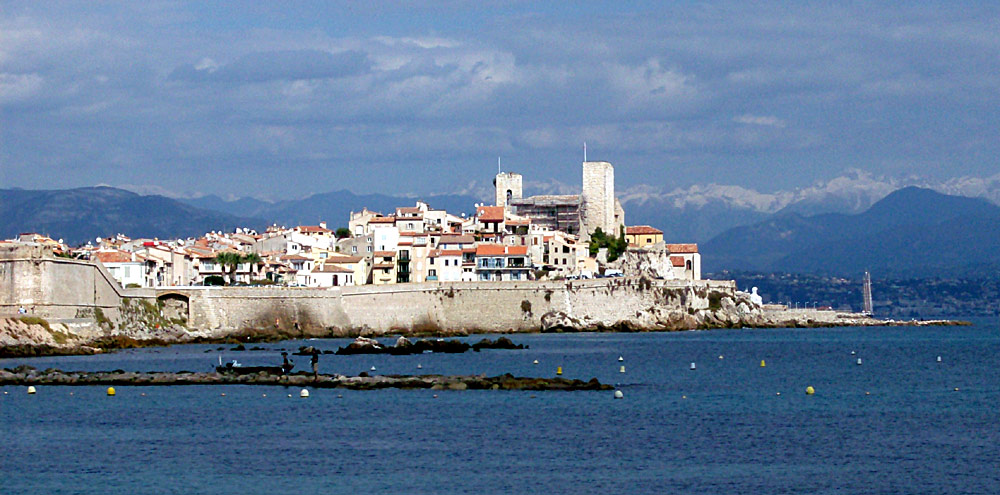
アンティーブ旧市街
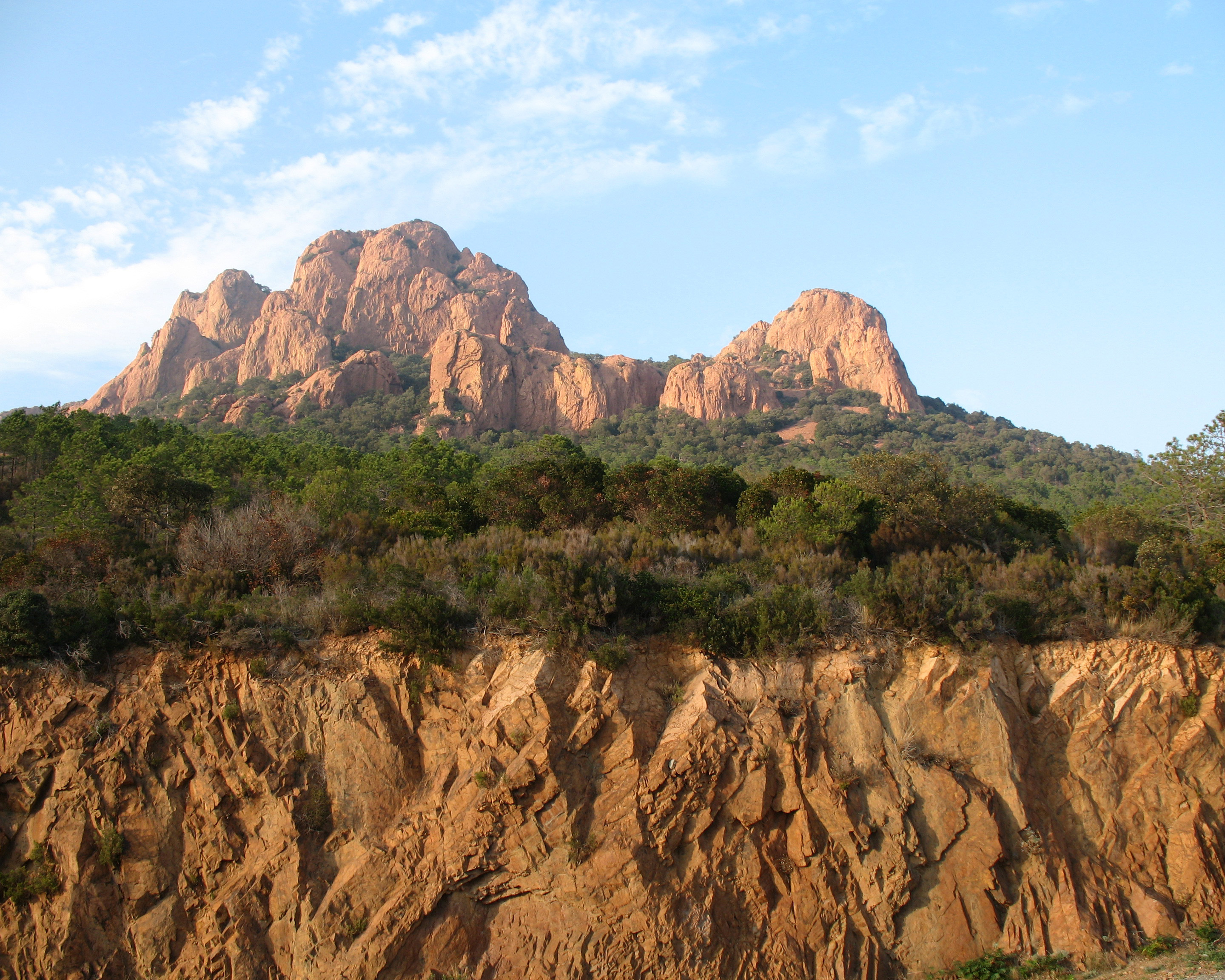
エストレル山地
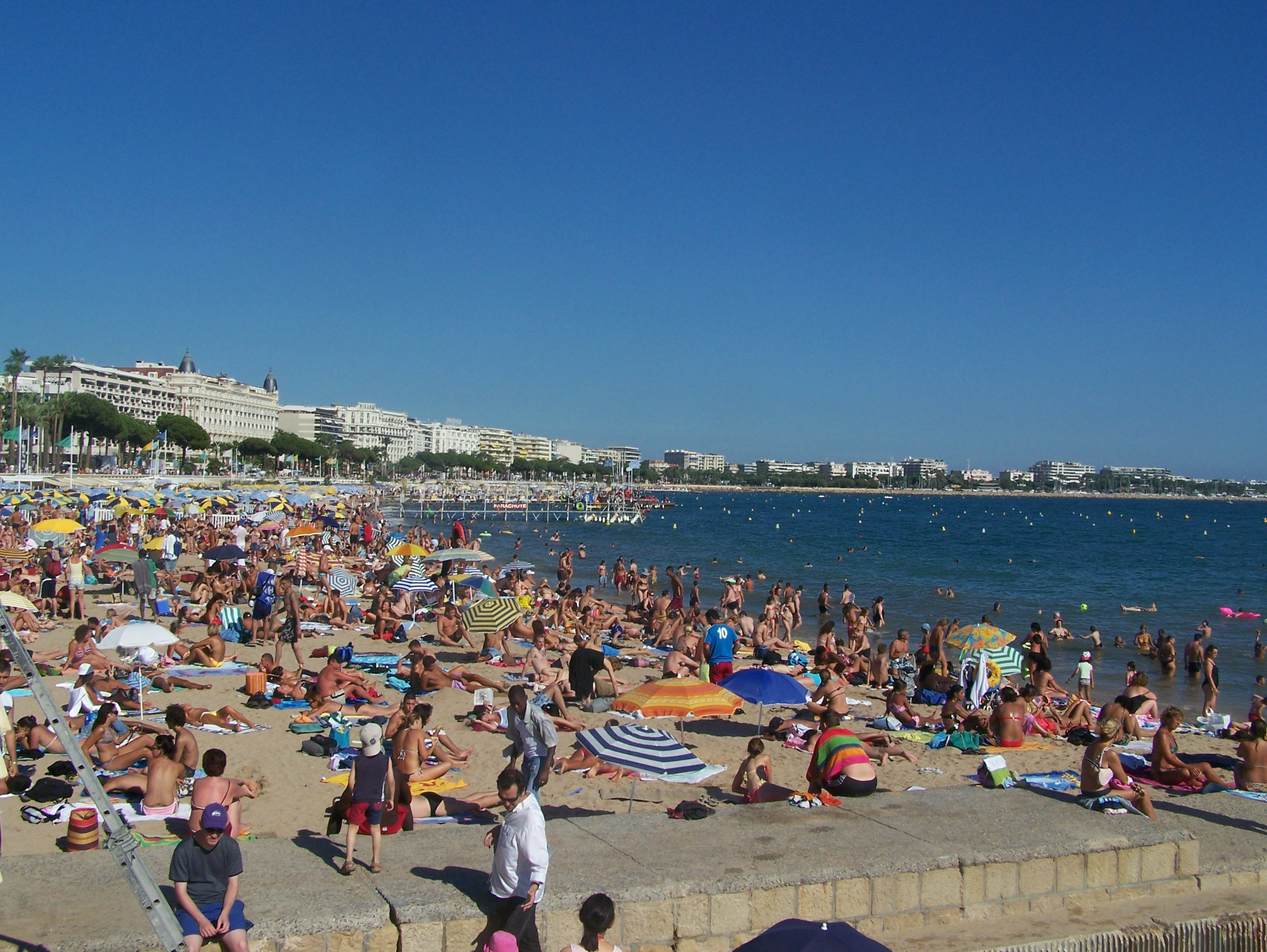
カンヌの海水浴場
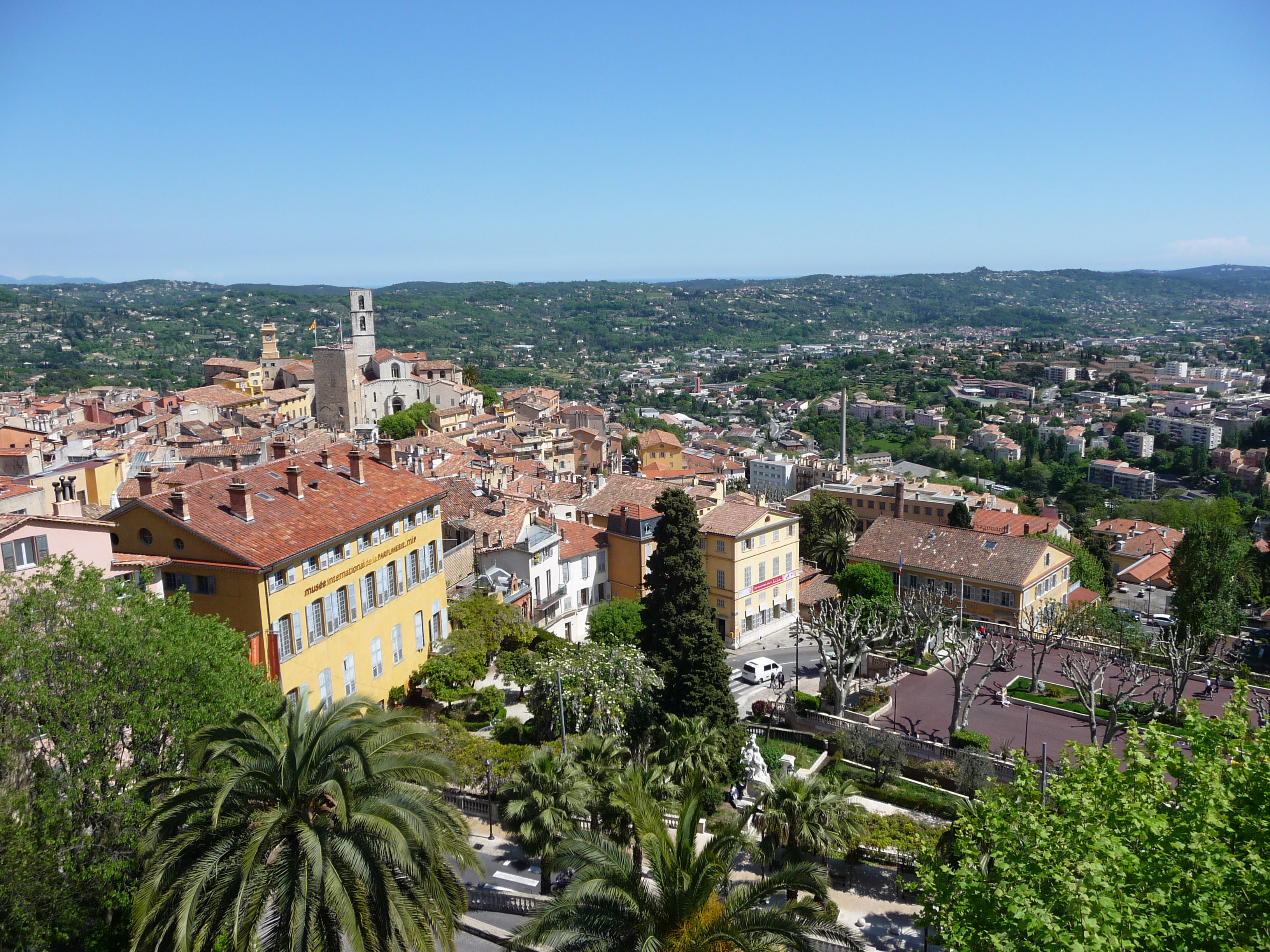
グラース
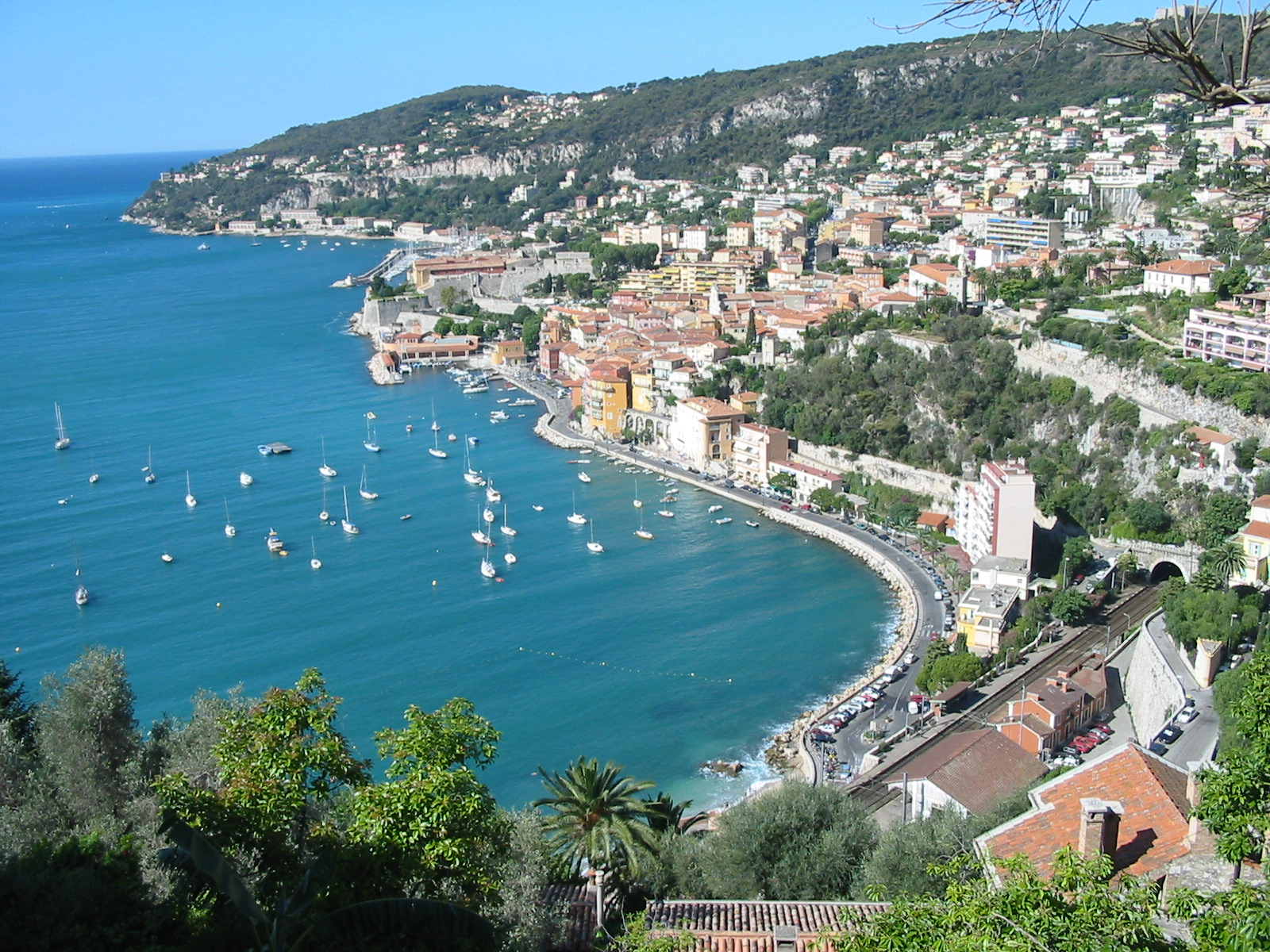
ヴィルフランシュ＝シュル＝メール
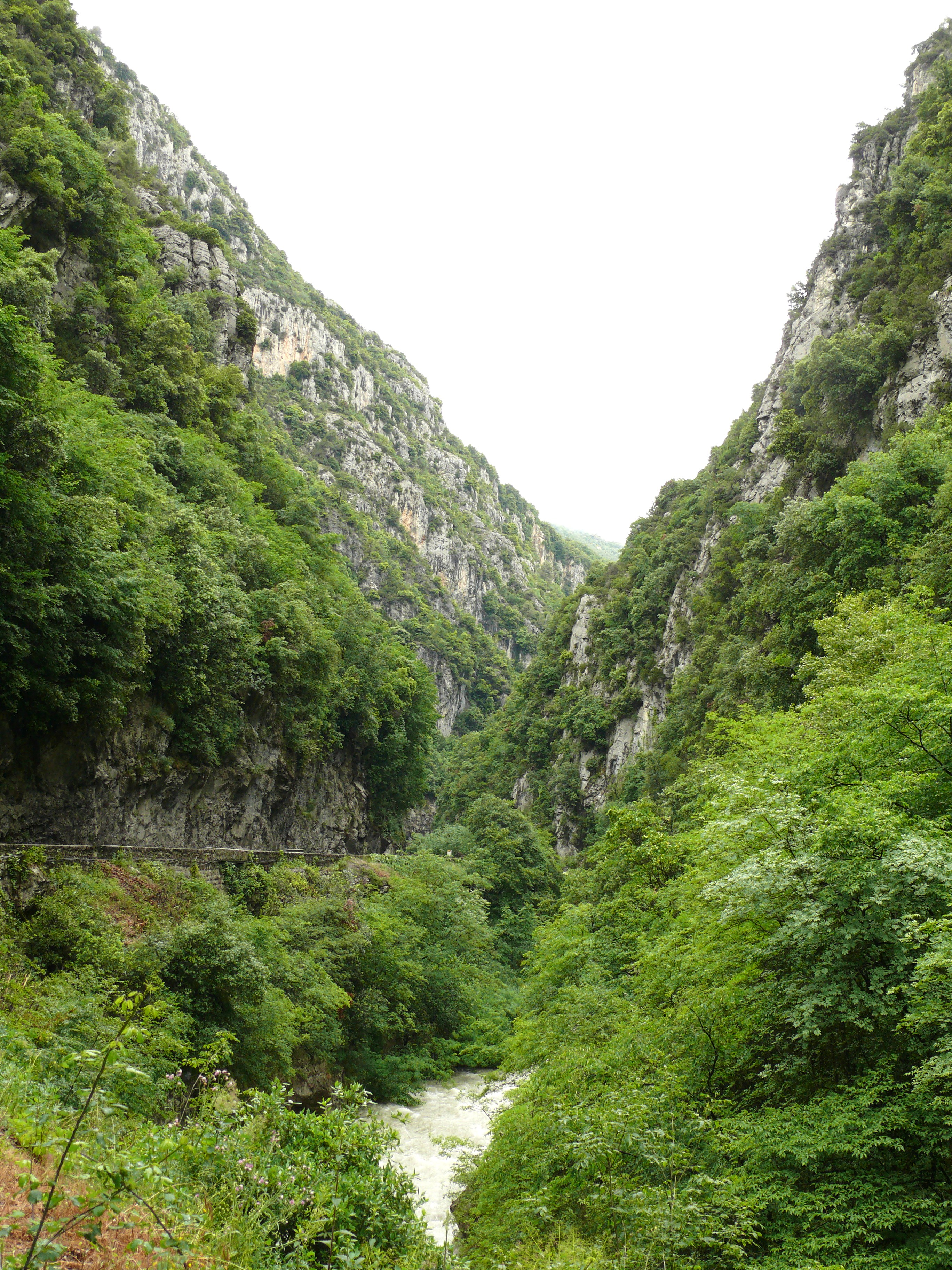
ヴェジュビー渓谷
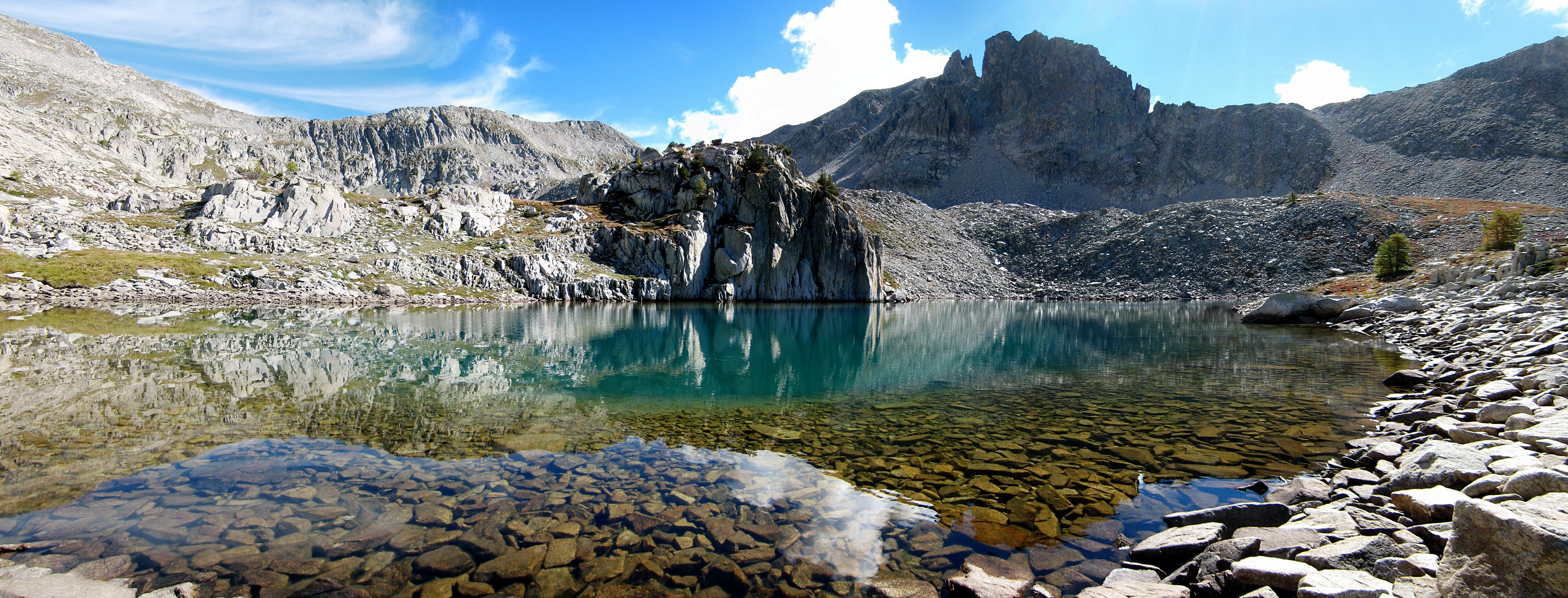
メルカントゥール国立自然公園

## 経済
県経済は第三次産業の重要性が特徴である。県には観光業に加えて伝統的あるサービス業、かなりの数の会社の研究部門、高級な第三次産業を抱えている。農業の割合は小さく、工業の役割は比較的小さいが、高等な科学技術の活動に多様化されているのである。建設業界は非常に大きい。経済は、国内及び国際情勢の変化に非常に敏感である。失業率は9.1%である。
INSEEによると、2005年の県の県民1人あたりのGDPは27723ユーロであった。これは国内で13位であった。GDPは全体で2960億ユーロであった。ユーロスタットによると、2008年の県の市場価格における1人あたりGDPは30700ユーロであった。これは国内で13番目の規模であった。
|                        | 第三次産業 | 工業   | 建設業 | 農業  |
| ---------------------- | ---------- | ------ | ------ | ----- |
| アルプ＝マリティーム県 | 76,2 %     | 12,5 % | 9,2 %  | 2,1 % |
| 国内平均               | 71,5 %     | 18,3 % | 6,1 %  | 4,1 % |

観光業は地中海沿岸地域（コート・ダジュール）全体で不可欠な収入源となっており、非常に発展している（ニースは国内で2番目にホテルを抱える都市である）。温暖な気候に恵まれているため、リゾートは一年を通じて行われる。山間地では、近年まとまった降雪が見られ、一部のウィンタースポーツが行われる。
よく発展した産業には、グラースで盛んな香水製造、ソフィア・アンティポリスやカンヌ・マンドリュー宇宙センター周辺、またはヨーロッパの衛星大手メーカーと県初の工業プラント周辺で行われる先端技術が含まれている。
観光業は地中海とアルプスの存在が支配的である。観光業において、県内で64000人が雇用されている。ニースだけで、観光ビジネスの数はフランスの観光市場のシェア12%から13%を占めている。ニースにはパリに次いで国内第2位の空港、コート・ダジュール空港がある。シャルル・ドゴール国際空港、オルリー空港、ル・ブルジェ空港とともに、年間乗客1050万人が通過する。
人口のほとんどが暮らす地中海沿岸は、世界で最も人気のある観光地の一つとなっている。
- 海水浴場 - カンヌ、カーニュ＝シュル＝メール、アンティーブ、ジュアン＝レ＝パン、ニース、マントン
- 年間を通じて会議や集会が開ける会場 - カンヌ、ニース、アンティーブ、ジュアン＝レ＝パン

山間地では、スキーやハイキングが生活にもたらされている（サンティエンヌ＝ド＝ティネ、ブイユ、ペオーヌ、サン・マルタン・ヴェジュビー、イゾラ、グレオリエール、ペイラ・カヴァなど）。

## 文化
- カンヌ国際映画祭
- ニース・ジャズ・フェスティヴァル（fr）
- ニースのカルナヴァル（fr）